# 艾伦·麦克法登
艾伦·麦克法登（英語：Allan Macfadyen，1860年5月26日—1907年3月1日）是一位苏格兰细菌学家，是抗细菌感染免疫的研究先驱，其妻子玛丽是德国植物学家弗里德里希·戈特利布·巴特林的女儿。